# Atractus sanctaemartae
Atractus sanctaemartae är en ormart som beskrevs av Dunn 1946. Atractus sanctaemartae ingår i släktet Atractus och familjen snokar. Inga underarter finns listade.
Arten förekommer i norra Colombia i bergstrakten Sierra Nevada de Santa Marta. Honor lägger ägg.